# Bactris grayumii
Bactris grayumii es una especie de palma de la familia de las arecáceas. Es originaria de Centroamérica donde se distribuye por Costa Rica y Nicaragua.

## Descripción
Tiene los tallos generalmente solitarios, raramente cespitosos, de 1.5–3.5 m de alto y 2.2–3 cm de diámetro, generalmente espinescentes en los entrenudos. Hojas 4–9, simples y profundamente bífidas, cóncavas, los lobos 36–60 (–90) cm de largo desde el ápice hasta la punta del raquis y 11–20 cm de ancho en el ápice del raquis; raramente pinnadas y entonces las pinnas 55–90 cm de largo y 2.5–10 cm de ancho, la apical mucho más ancha, raquis 29–70 cm de largo; vaina, pecíolo y raquis cubiertos con espinas de 3–6 cm de largo, negras o el raquis sin espinas. Inflorescencias con bráctea peduncular esparcidamente cubierta con espinas cortas hasta 0.5 cm de largo, negras; raquillas 18–25, tríades arregladas entre las flores estaminadas en pares o solitarias. Frutos obovoides, 1.1–1.2 cm de largo y 0.9–1.1 cm de diámetro, anaranjados.

## Distribución y hábitat
Es una especie poco frecuente, se encuentra en los bosques siempreverdes, de la zona del atlántico a una altitud de 10–300 metros. La floración se produce en febrero en Nicaragua y Costa Rica.

## Taxonomía
Bactris grayumii  fue descrita por de Nevers & A.J.Hend. y publicado en Proceedings of the California Academy of Sciences, Series 4, 49(7): 188, f. 4. 1996.
Etimología
Ver: Bactris
grayumii: epíteto otorgado en honor del botánico estadounidense Michael Howard Grayum.